# Kim Yeong-hyeon
Pour les articles homonymes, voir Kim.
Kim Yeong-hyeon (en hangeul : 김영현) est un romancier, poète et éditeur sud-coréen né le 3 février 1955 à Changwon (Gyeongsang du Sud) et mort le 9 mai 2025. 

## Biographie
Comme beaucoup d'intellectuels de son époque, Kim Yeong-hyeonl a été la cible de la censure et de l'oppression durant les années de dictature en Corée du Sud. En 1977, alors qu'il est toujours à l'université, il est arrêté pour ses activités dans les manifestations anti-gouvernementales d'étudiants. Sitôt sorti de prison après avoir purgé sa peine de 2 ans, il fait son service militaire. C'est seulement à la fin des années 1980 que, comme beaucoup d'autres écrivains, il profite de la liberté d'écrire sur les atrocités commises durant la dictature militaire. Son premier recueil de nouvelles, intitulé Un fleuve profond se perd au loin (Gipeun gang-eun meolli heureunda) relate justement l'expérience douloureuse de l'auteur durant la dictature militaire. Il a aussi été éditeur de la revue littéraire trimestrielle Silcheon munhak.

## Œuvre
Cet écrivain a essentiellement écrit sur les souffrances endurées par ses concitoyens sous les différentes dictatures qu'a connues la Corée. Cette littérature fait état d'un ensemble d'événements qui se produisent à la suite des drames nationaux et qui en sont les séquelles longues à disparaître. Selon Kim, cette histoire doit être comprise de nos contemporains et d'abord réactivée à leurs yeux par les œuvres d'art : elle n'est pas simplement l'explication de notre présent, elle est la base même de notre façon de vivre l'époque actuelle, et la littérature est l'outil principal permettant de panser les blessures du passé.

## Distinctions
- 1988 : Prix littéraire de Création Hanguk
- 2008 : Prix littéraire Muyeong

## Publications (sélection)

### Recueils de nouvelles
- 깊은 강은 멀리 흐른다 Un fleuve profond se perd au loin (1990)
- 해남 가는 길 Sur la route de Haenam (1992)

### Romans
- 풋사랑 Jeune amour (1993)
- 폭설 Chute de neige (2002)

### Recueils de poèmes
- 겨울바다 Une plage d'hiver (1988)
- 남해엽서 Une carte postale de la Mer du Sud (1994)

### Livre pour enfants
- 똘개의 모험 Les aventures de Ttolgae (2000)